# Estándar de la cancillería
El estándar de la cancillería (Chancery Standard o CS, en inglés) fue una forma escrita del inglés usada por la burocracia del gobierno y para otros propósitos especiales desde finales del siglo XIV. Se cree que contribuyó de una forma significativa al desarrollo del inglés moderno. A causa de los diferentes dialectos del inglés hablado y escrito a lo largo del país en aquella época, el gobierno necesitaba una forma clara y sin ambigüedades para el uso en sus documentos oficiales. El estándar de la cancillería se desarrolló para suplir esta necesidad.

## Historia del estándar de la cancillería
El estándar de la cancillería se desarrolló durante el reinado del rey Enrique V (1413 a 1422) en respuesta a su orden para su cancillería (oficiales del gobierno) de usar, como él mismo, el inglés más que el anglonormando o el latín. Se volvió ampliamente estandarizado alrededor de la década de 1430.
Se basó mayormente en los dialectos de Londres y East Midland, porque aquellas áreas eran los centros de gravedad políticos y demográficos. Sin embargo, usó otras formas dialectales, donde hacía los significados más claros; por ejemplo, los norteños they, their y them (derivados de formas escandinavas) se usaron más que los londinenses hi/they, hir y hem. Esto tal vez era porque las formas londinenses podrían confundirse con palabras como he, her, him. (Sin embargo, la forma coloquial escrita como 'em, como en up and at 'em, bien puede representar un sobreviviente hablado de hem más que un acortamiento de la palabra de origen escandinavo them.)
En las primeras etapas de su desarrollo, los clérigos que usaban CS debían de haber estado familiarizados con el francés y el latín. Las estrictas gramáticas de aquellos lenguajes influyeron en la construcción del estándar. No fue la única influencia en formas posteriores del inglés —su nivel de influencia se disputa y siguió habiendo una variedad de dialectos hablados— pero proveyó un núcleo alrededor del cual el inglés moderno temprano pudiera cristalizar. 
A mediados del siglo XV, CS se usó para la mayoría de propósitos oficiales, excepto en la Iglesia (que usaba el latín) y algunos asuntos legales (que usaban el francés y algo de latín). Se diseminó alrededor de Inglaterra por los burócratas en los negocios oficiales, y lentamente ganó prestigio.
El CS proveyó una forma ampliamente inteligible del inglés para los primeros impresores, desde la década de 1470 en adelante.